# Palazzo Carmelo
Palazzo Carmelo, a Cerignola, è ubicato nell'antico convento dei Carmelitani annesso alla Chiesa del Carmine. In passato è stato sede del Municipio.

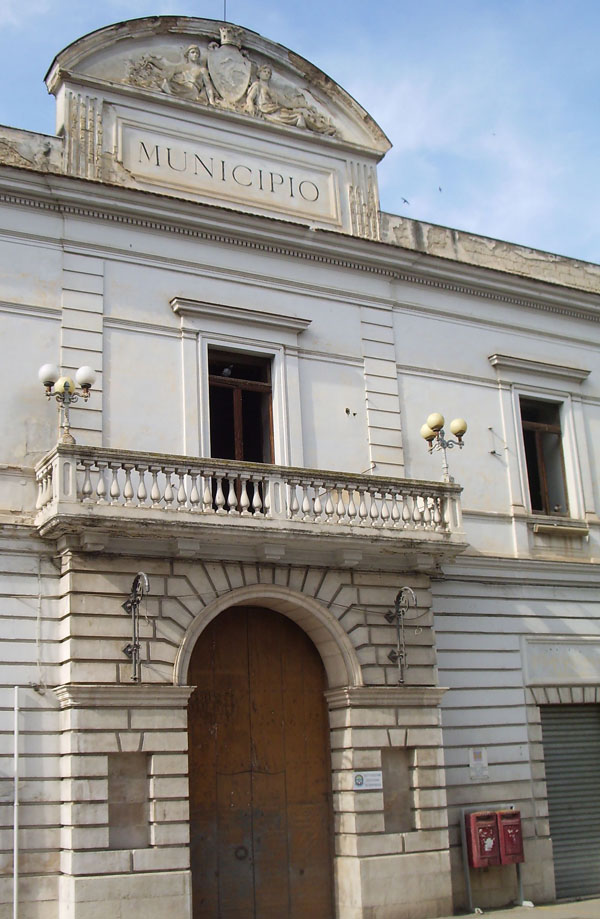
Facciata di Palazzo Carmelo.

## Storia
L'edificio è situato nell'antico convento dei Carmelitani soppresso in base all'Editto di Saint Cloud. Inoltre tra la fine del '700 e gli inizi dell'800, in seguito all'abolizione dei privilegi ecclesiastici, molti ordini religiosi furono soppressi, ed i loro possedimenti devoluti al Demanio. Nel 1819 il Decurionato decise di abbandonare la vecchia sede del Municipio, a largo Matera, per trasferirsi nei sottani del convento dei Carmelitani. In base ad un decreto datato 28 aprile 1813, Gioacchino Murat, concesse al Comune una serie di edifici religiosi appartenuti ad ordini religiosi soppressi, tra questi vi era anche il monastero del Carmine. Quest'ultimo fu adibito a casa comunale, pretura e scuola pubblica. Questa situazione permase fino al 1818, anno in cui venne stretto un concordato tra Papa Pio VII e Ferdinando I re delle due Sicilie in cui si decideva di restituire gli edifici un tempo di proprietà della Chiesa, se non adibiti ad uso pubblico. Essendo il monastero del Carmine utilizzato solo parzialmente per funzioni pubbliche, fu restituito alla Chiesa che lo consegnò al Collegio di San Carlo alle Mortelle di Napoli, diretto dai padri Scolopi. Nel 1819 furono eseguiti lavori di abbellimento e restauro del vecchio convento che interessarono la facciata, resa più armoniosa, e la scalinata del cortile interno, decorato con colonnine doriche, al fine di renderlo adatto come sede del Municipio.
Nel 1825, il Comune ottenne l'edificio in enfiteusi perpetua dal Collegio di San Carlo, inoltre non essendoci a Cerignola una biblioteca, il sindaco Palieri fece deliberare dal Decurionato di adibire una parte dell'archivio comunale per assolvere tale funzione. Dal 1866 il contratto di enfiteusi fu rinnovato con il Demanio dello Stato del Regno d'Italia, essendo stato soppresso il Collegio di San Carlo il 7 luglio dello stesso anno. Il 4 giugno 1909 il Comune affrancò il canone divenendo così il proprietario dell'edificio.

## Architettura

### Facciata
La facciata del palazzo è in stile neoclassico decorata da cornicioni, divisa nettamente in due piani. Il piano inferiore è in bugnato liscio, mentre il superiore è solo intonacato. In corrispondenza dell'androne centrale, sormontato da un balcone, è presente una lunetta con due bassorilievi raffiguranti due figure allegoriche ai lati della cicogna, stemma della città (Fig. 1). La facciata presenta inoltre quattro lapidi poste a coppia, a sinistra ed a destra dell'androne. La prima commemora i caduti durante la prima guerra mondiale (Fig. 2), la seconda invece è dedicata al concittadino Giuseppe Di Vittorio (Fig. 3). Sul lato destro, invece, le lapidi sono dedicate rispettivamente al milite ignoto (Fig. 4) ed al primo conflitto mondiale ed all'Unità d'Italia (Fig. 5).

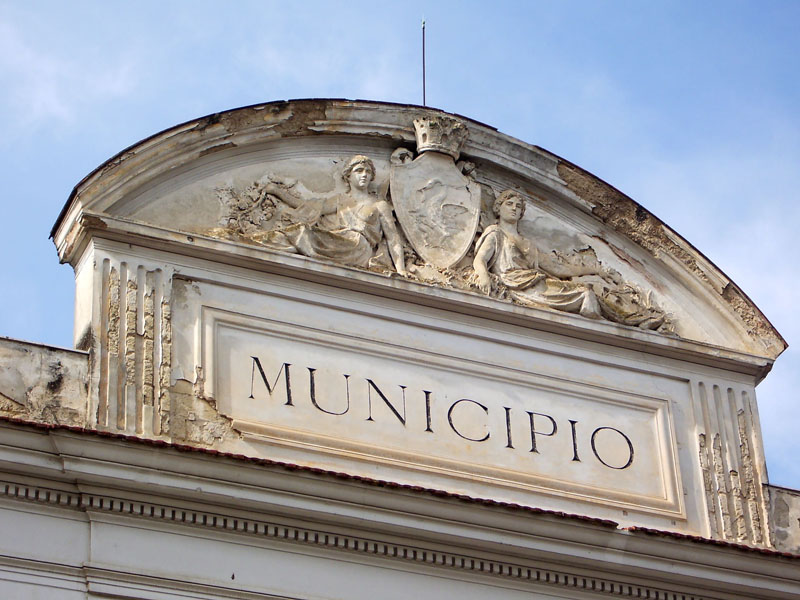
Fig. 1: Particolare della lunetta con le figure allegoriche ed il simbolo della città.
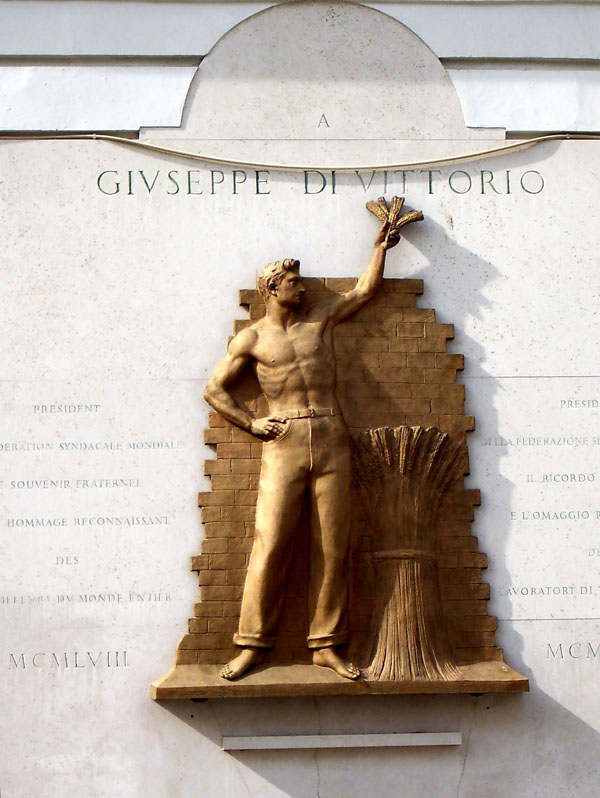
Fig. 2: Lapide dedicata ai caduti della prima guerra mondiale.
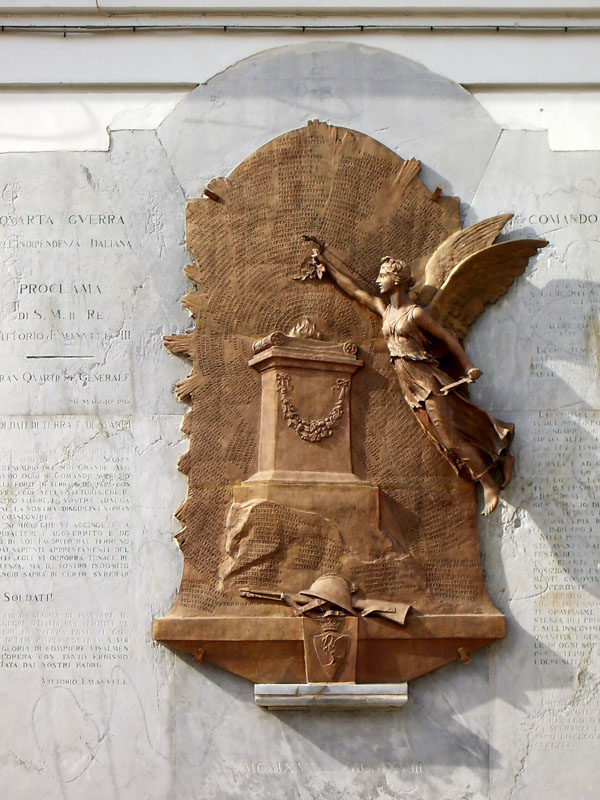
Fig. 3: Lapide dedicata al concittadino Giuseppe Di Vittorio.
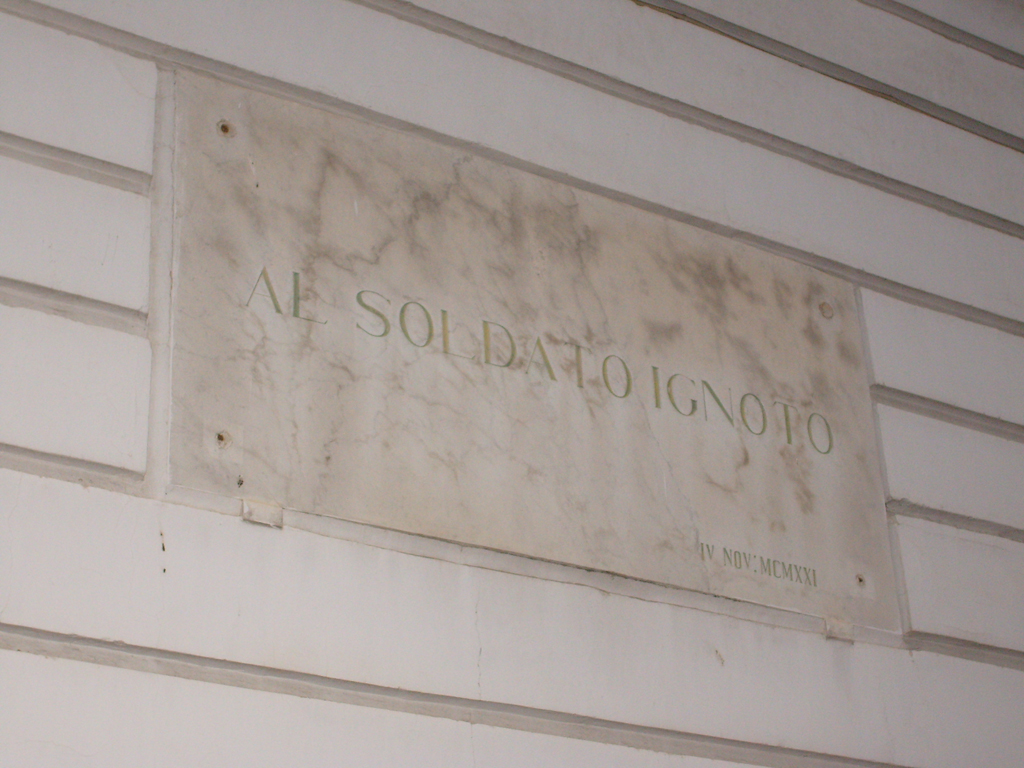
Fig. 4: Lapide dedicata al milite ignoto.
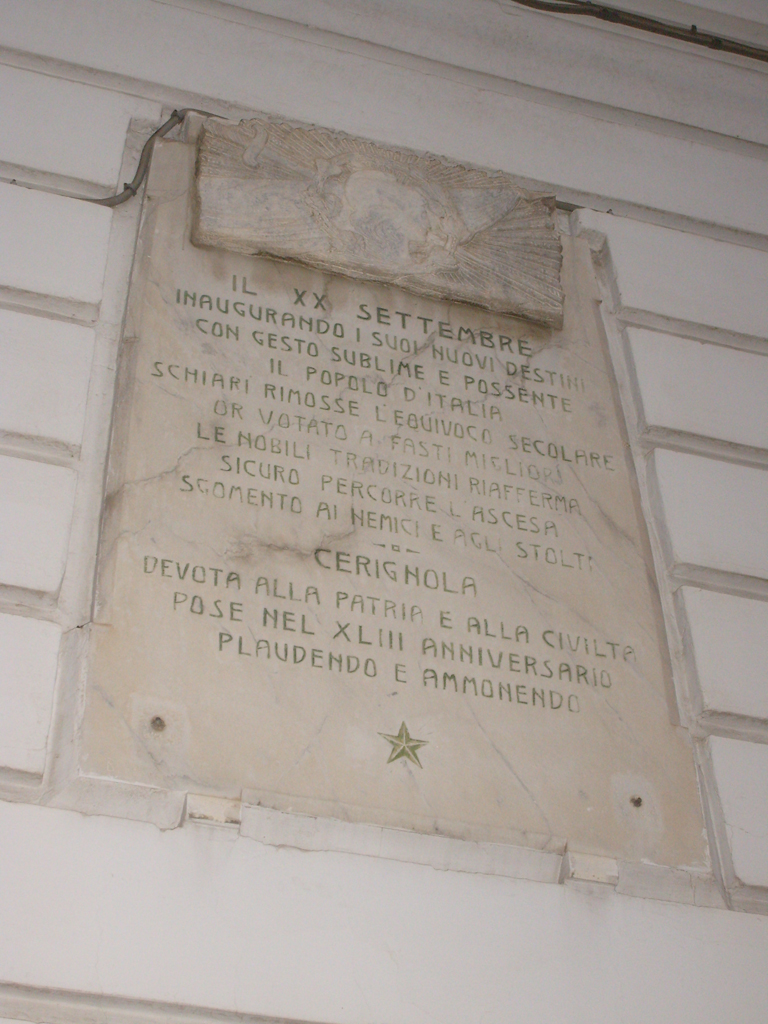
Fig. 5: Lapide dedicata all'Unità d'Italia.

### Corte

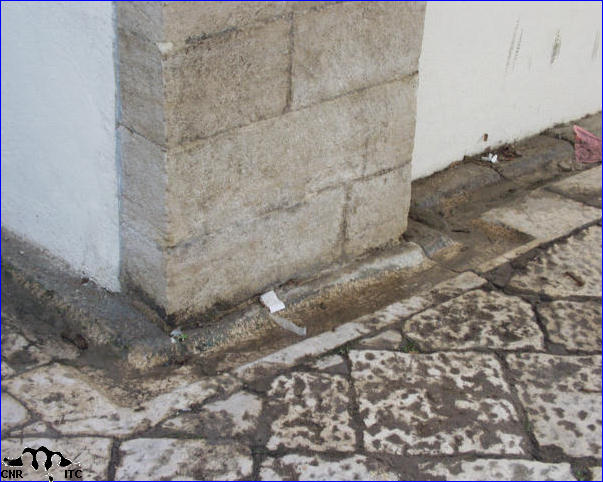
Particolare della canalina di convogliamento delle acque piovane posta lungo il perimetro dell'androne.

Dall'androne, coperto da una volta a botte (Fig. 6), si accede ad un cortiletto interno che, lungo tutto il suo perimetro superiore, presenta una galleria con vetrate decorata esternamente da un motivo geometrico in ghisa. Nel cortile sono esposti diversi reperti archeologici, tra cui un cippo, due testate di parapetto ed un sarcofago paleocristiano. Superata la galleria si arriva a due scalinate, con ringhiera in ferro e provviste di due pianerottoli, che si riuniscono in un ripiano comune. Il piano, così come le due scalinate (Fig. 7), è sormontato da una volta caratterizzata da putrelle in ferro e "figulini" in argilla, sorretta da otto colonne in stile dorico ai cui apici vi è un fastigio. Le colonne sono poste sopra una serie di pilastri di ordine toscano alternati ad archi (Fig. 8).
Le scalinate danno accesso al piano superiore che si affaccia sull'antico chiostro con al centro una fontana di recente costruzione. I lavori di sistemazione del giardino operati nel 1987, hanno portato alla luce un'antica fornace risalente al XVIII secolo provvista di due camere sovrapposte. La camera in basso usata per la combustione mentre quella in alto usata per la cottura. Ad avvalorare la tesi della presenza di una fornace vi sono una serie di antichi documenti cartacei tra cui: "Apprezzo Conciario" del 1742 in cui risulta che il forno fu donato nel 1682 dalla duchessa di Bisaccia Chiara Del Giudice ai Carmelitani.

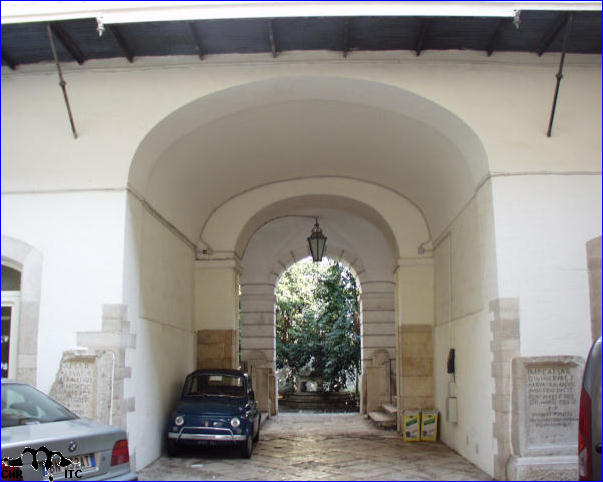
Fig. 6: L'androne che porta alla corte.
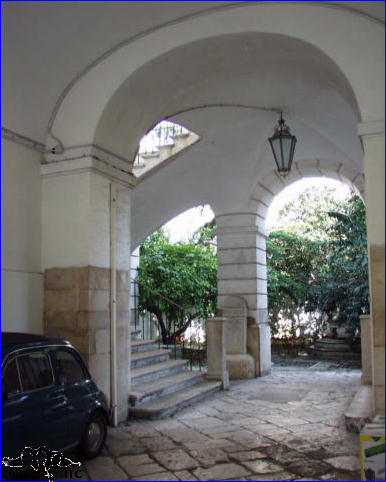
Fig. 7: Una delle due rampe d'accesso ai piani superiori.
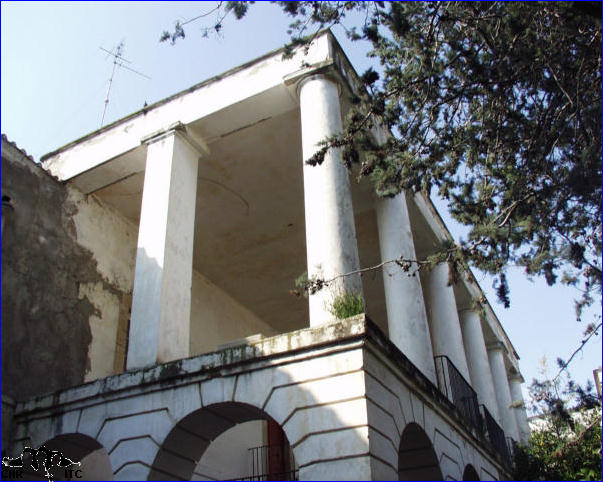
Fig. 8: Veduta del colonnato dello scalone dal giardino interno.

## Testimonianze epigrafiche
Il territorio di Cerignola risulta essere abitato sin dal Neolitico ed è per questo motivo ricco di reperti appartenenti ai vari popoli che si sono succeduti. Alcuni di questi reperti sono esposti nella corte di Palazzo Carmelo, successivamente al loro trasferimento dal luogo originario di rinvenimento, e presentano incisioni epigrafiche.

### Cippo sepolcrale
Cinnamidi Aug(usti)
n(ostri) ser(vae) vixit annis
XXX; Compsinus co=
niugi b(e)n(e) m(erenti) p(osuit) c(um) q(ua) v(ixit) a(nnis) XVI,
[m(ensibus)- - -, d(iebus) - - - , sine] ula querel[a].»
A Cinnamis serva del nostro Augusto
visse trenta anni; Compsinus alla moglie
benemerita pose con la quale visse sedici anni,
[mesi- - -, giorni- - -, senza] alcuna lamentela.»
(Epigrafe incisa sul cippo.)

### Blocco di testata del parapetto di un ponte
divi Nervae f(ilius)
Nerva Traianus
Aug(ustus). Germ(anicus). Dacic(us).
pont(ifex). max(imus). tr(ibunicia). pot(estate).
XIII imp(erator). VI co(n)S(ul). V
p(ater). p(atriae).
viam a Benevento
Brundisium pecun(ia).
sua fecit.»
figlio del divino Nerva,
Nerva Traiano,
Augusto Germanico Dacico,
pontefice massimo,
13 volte investito del potere tribunizio,
6 volte acclamato imperatore,
5 volte Console,
padre della patria,
col suo denaro costruì la via
da Benevento a Brindisi»
(Epigrafe incisa sulla lapide lungo la via Traiana.)

### Cippo miliare
[divi C]onstanti filio
[F]l[a]v(io) Valerio
Costantino
pio [f]el(ici) invicto Aug(usto),
cons(uli) III, imp(eratori) VIII,
p(atri) p(atriae), procons(uli)»
figlio del divino Costanzo,
Flavio Valerio
Costantino,
al pio felice invitto Augusto,
console per la terza volta, imperatore per la nona volta,
al padre della patria, proconsole»
(Epigrafe incisa sul cippo miliare.)